# Knights of the Black Cross
Die Knights of the Black Cross waren eine dem Ku-Klux-Klan ähnliche Organisation, die 1868 während der Präsidentschaftswahl in den Mississippi-Countys Franklin und Lawrence aktiv war.

## Geschichte
Die Knights of the Black Cross entstanden im Umfeld der Präsidentschaftswahl 1868 und waren eine dem Ku-Klux-Klan ähnliche Organisation. Wie der Klan trugen sie weiße Roben und weiße Kappen, jedoch ohne die charakteristische Kapuze. Die schwarzen Kreuze waren auf die Roben aufgenäht. Sie erfüllten vor allem den Zweck, vor Gericht nicht dem Ku-Klux-Klan zugeordnet zu werden. Die Knights verstanden sich als politische Organisation, die den demokratischen Kandidaten Horatio Seymour unterstützte. Jedes Mitglied schwor einen Eid auf die Verfassung der Vereinigten Staaten. Außerhalb des Präsidentschaftswahlkampfes traten die Knights nicht in Erscheinung.